# The Three Musketeers (1939)
The Three Musketeers is een Amerikaanse film uit 1939 van Allan Dwan in geluid en zwart wit. Het verhaal is gebaseerd op het boek De drie musketiers van Alexandre Dumas.
Deze film wordt grotendeels opgevoerd als musical-komedie, hierdoor passeren er vele slapstick-momenten en zangpartijen de revue. De film heeft als alternatieve titel The Singing Musketeer.

## Rolverdeling
| Acteur        | Personage          |
| ------------- | ------------------ |
| Don Ameche    | D'Artagnan         |
| Binnie Barnes | Milady DeWinter    |
| Gloria Stuart | Koningin Anne      |
| Pauline Moore | Constance          |
| Lionel Atwill | Rochefort          |
| Miles Mander  | Cardinal Richelieu |